# Цакопулос, Анджело
А́нджело (Эва́нгелос) Цако́пулос (греч. Ευάγγελος Τσακόπουλος, англ. Angelo Tsakopoulos; род. 1936, дер. Ризес, Аркадия, Пелопоннес, Греция) — американский девелопер греческого происхождения, основатель и владелец компании «AKT Development» (Сакраменто, Калифорния), одной из крупнейших фирм в штате Калифорния, оказывающей услуги в сфере развития недвижимости и раздела земли.
Один из самых богатых греков США: чистые активы по состоянию на 2012 год составляют $ 650 млн. Младший брат Джорджа Цакопулоса (1927—2009), также известного девелопера, основателя компании «Tsakopoulos Investments» (Сакраменто, Калифорния).
Является одним из крупнейших доноров Демократической партии США. Близкий друг и главный политический донор Клинтонов. Был ключевым благотворителем президентской кампании Хиллари Клинтон 2008 года.
Член Ордена святого апостола Андрея, носит оффикий (титул) архонта Вселенского Патриархата Константинополя.
Отец дипломата Элени Цакопулу-Куналаки и тесть Джорджа Димоса, бывшего прокурора Комиссии по ценным бумагам и биржам, а также являлся близким другом политика Николаса Петриса.
Командор Ордена Почёта (Греция, 2007) и лауреат Почётной медали острова Эллис.

## Биография
В возрасте 15 лет иммигрировал в США, поселился у своего дяди.
Получил степень бакалавра в Калифорнийском университете в Сакраменто.
В 1960 году начал свою карьеру на рынке недвижимости и вскоре приобрёл популярность как «гуру недвижимости». С тех пор Цакопулос прочно удерживает первенство в сфере жилищной и коммерческой застройки штата Калифорния, освоив более 400 000 м² земли.

## Благотворительная деятельность
Благотворительная деятельность и материальный вклад Цакопулоса в пользу греческой общины США являются значительными. Вместе с членами своей семьи он пожертвовал миллионы долларов греческой православной церкви. Его дочь Элени Цакопулу-Куналаки, дипломат, и сын Кириакос Цакопулос являются финансовыми покровителями Джорджтаунского университета и Колумбийского университета, учредив там кафедры эллинских исследований. Имеет также дочь Хрису, мужем которой является юрист и государственный служащий Джордж Димос. В 2018 году Хриса Цакопулос-Димос заняла пост президента и CEO компании «AKT Development».
В 2002 году приобрёл коллекцию из более чем 70 тысяч письменных трудов на тему эллинистической цивилизации и передал её в дар библиотеке Калифорнийского университета в Сакраменто (Коллекция Цакопулоса), где она доступна для использования общиной.
Также предприниматель финансирует следующие организации:
- аффилированный с Калифорнийским университетом в Дейвисе Институт медицинских исследований болезней нейроразвития (MIND Institute);
- чартерная школа «Академия руководящих кадров Св. Надежды»;
- Фонд «Sacramento Tree»;
- Дневная школа округа Сакраменто (SCDS);
- Центр искусств в Розвилле;
- Художественный музей Крокера;
- католическая средняя школа иезуитов в Сакраменто.[2]

Семья Цакопулоса учредила Центр западной политики (WPC).
Является миноритарным акционером франшизы «Sacramento Mountain Lions», профессиональной команды Объединённой футбольной лиги (США).

## Судебное разбирательство
Цакопулос был оштрафован Агентством по охране окружающей среды США на сумму $ 500 000 за нарушение закона о чистой воде, после чего предъявил иск правительству и имел возможность ходатайствовать о рассмотрении его дела в Верховном суде США. Судья Энтони Кеннеди был вынужден отказаться от этого дела из-за его знакомства с Цакопулосом, и осталось лишь восемь судей для принятия решения по нему. Итогом стало равенство голосов (4-4), в связи с чем решение не в пользу Цакопулоса апелляционным судом девятого округа США было вынесено автоматически.